# Борзага, Бальтазар
Балтазар Борзага (пол. Baltazar Borzaga; 17 марта 1746, Анау, Тироль, Габсбургская монархия — 26 января 1806, Загреб) — австрийский педагог, профессор римского и уголовного права Львовского университета, доктор наук, ректор Львовского университета в 1785—1786 и 1801—1802 годах.
Доктор права Венского университета, в котором преподавал в течение 10 лет. Позже преподавал право в Терезианской военной академии.
Первый декан и руководитель юридического факультета Львовского университета.